# Boeing CQM-121 Pave Tiger
Boeing CQM-121 Pave Tiger là một loại máy bay không người lái (UAV) chống radar do Boeing phát triển và chế tạo cho Không quân Hoa Kỳ. Quá trình phát triển UAV này đạt đến giai đoạn bay thử nghiệm và sau đó đã bị hủy bỏ.

## Thiết kế và phát triển
Chương trình CQM-121 bắt đầu vào năm 1983 khi Boeing ký kết hợp đồng phát triển một máy bay không người lái cỡ nhỏ dùng trong vai trò Áp chế Phòng không Đối phương (Suppression of Enemy Air Defenses - SEAD). Boeing cho ra mắt phiên bản đầu tiên là YCQM-121A, được đặt tên "Pave Tiger", là một loại máy bay không đuôi, sử dụng động cơ hai kỳ. CQM-121 sẽ được lắp trong giàn phóng có tấm che đóng kín, một giàn phóng có 15 ô, chứa tổng cộng 15 chiếc UAV, cánh của nó gập lại khi ở trong giàn để tiết kiệm diện tích; tấm che của giàn phóng sẽ mở ra để UAV phóng bay ra ngoài bằng cách sử dụng động cơ tên lửa đẩy nhiên liệu rắn. Sau đó nó sẽ bay theo hành trình được lập trình sẵn, và có thể sử dụng các biện pháp đối kháng điện tử để gây nhiễu radar của hệ thống phòng không đối phương, hoặc sử dụng một đầu đạn nổ nhỏ để trực tiếp tiêu diệt radar.

## Lịch sử hoạt động
13 chiếc YCQM-121A bắt đầu bay thử nghiệm vào năm 1983, tuy nhiên đến năm 1984 thì dự án chấm dứt. Năm 1987, dự án lại được hồi sinh như một giải pháp thay thế cho tên lửa chống radar AGM-136 Tacit Rainbow, khi đó Boeing cho ra mắt phiên bản chống radar, được đặt tên là YCGM-121B Seek Spinner, bay lần đầu vào năm 1988. Nó được trang bị một đầu đạn nổ để phá hủy radar đối phương và có thể bay lang thang trong khi chờ phát hiện ra radar đối phương. Dự án YCGM-121B bị hủy bỏ vào năm 1989.
Cũng trong năm 1987, Không quân Mỹ đặt hàng một phiên bản đối kháng điện tử với tên gọi YCEM-138A Pave Cricket. Phiên bản này trang bị thiết bị gây nhiễu AN/ALQ-176, nhưng dự án cũng bị hủy bỏ vào năm 1989.

## Biến thể
YCQM-121A Pave Tiger
Phiên bản đầu tiên, được sử dụng để gây nhiễu radar; có 13 chiếc được sản xuất.
YCGM-121B Seek Spinner
Biến thể tên lửa chống radar.
YCEM-138A Pave Cricket
Phiên bản đối kháng điện tử của YCGM-121B.

## Thông số kỹ thuật (YCQM-121A)
Dữ liệu lấy từ Parsch 2002

### Đặc điểm tổng quát
- Kíp lái: Không có người lái
- Chiều dài: 2,12 m (6 ft 11,4 in)
- Sải cánh: 2,57 m (8 ft 5 in)
- Chiều cao: 0,61 m (2 ft)
- Trọng lượng có tải: 127 kg (280 lb)
- Động cơ: 1 × Động cơ piston hai kỳ Cuyuna Eagle (438 phân khối), công suất 21 kW (28 mã lực)
- Động cơ: 1 × Động cơ tên lửa đẩy nhiên liệu rắn

### Hiệu suất bay
- Vận tốc tối đa: 320 km/h (200 dặm/giờ; 170 hải lý/giờ)
- Vận tốc hành trình: 140 km/h (90 dặm/giờ; 78 hải lý/giờ)
- Tầm bay: 800 km (500 dặm, 430 hải lý)
- Thời gian bay liên tục: 8 giờ
- Trần bay: 3.000 m (10.000 ft)

### Trang bị vũ khí
- Đầu đạn nổ mạnh tùy chọn